# Cztery (album Eweliny Lisowskiej)
Cztery – czwarta płyta Eweliny Lisowskiej, wydana została 22 czerwca 2018 roku. Promocja albumu rozpoczęła się w czerwcu 2017 wraz z zaprezentowaniem pierwszego singla „W sercu miasta”. Drugi singiel „T-shirt” miał swoją premierę 25 maja 2018. Wraz z wydaniem albumu artystce zakończył się kontrakt z wytwórnią Universal Music Polska, aktualnie wydaje niezależnie.

## Lista utworów
| Nr  | Tytuł utworu                        | Długość |
| --- | ----------------------------------- | ------- |
| 1.  | „Latawce”                           | 3:38    |
| 2.  | „Na Na Na”                          | 2:46    |
| 3.  | „W sercu miasta”                    | 3:12    |
| 4.  | „Most”                              | 3:01    |
| 5.  | „Nie ufaj”                          | 3:31    |
| 6.  | „T-shirt”                           | 3:34    |
| 7.  | „Pokonamy sztorm”                   | 3:55    |
| 8.  | „Polećmy wyżej” (gościnnie: Matheo) | 3:42    |
| 9.  | „Nad ziemią”                        | 3:32    |
| 10. | „Kalejdoskop”                       | 3:18    |
|     |                                     | 34:09   |